# Hüllhorst
Hüllhorst település Németországban, azon belül Észak-Rajna-Vesztfália tartományban. Lakosainak száma 13 189 fő (2023. december 31.). Hüllhorst Löhne, Kirchlengern, Bünde, Preußisch Oldendorf, Lübbecke, Hille és Bad Oeynhausen községekkel határos.

## Népesség
A település népességének változása:
| Lakosok száma | 11 148 | 12 995 | 13 026 | 13 047 | 13 281 | 13 189 |
|               | 1975   | 2017   | 2019   | 2021   | 2022   | 2023   |